# Melpomène, Érato et Polymnie
Melpomène, Érato et Polymnie est un tableau réalisé par le peintre français Eustache Le Sueur en 1652-1655. D'un format presque carré, cette huile sur bois est une peinture mythologique qui représente Melpomène, Érato et Polymnie sous des arbres, devant un paysage exécuté par Pierre Patel. Conçue pour l'hôtel Lambert, l'œuvre fait partie d'un ensemble de cinq panneaux figurant ensemble les neuf Muses. Elle est conservée au musée du Louvre, à Paris.

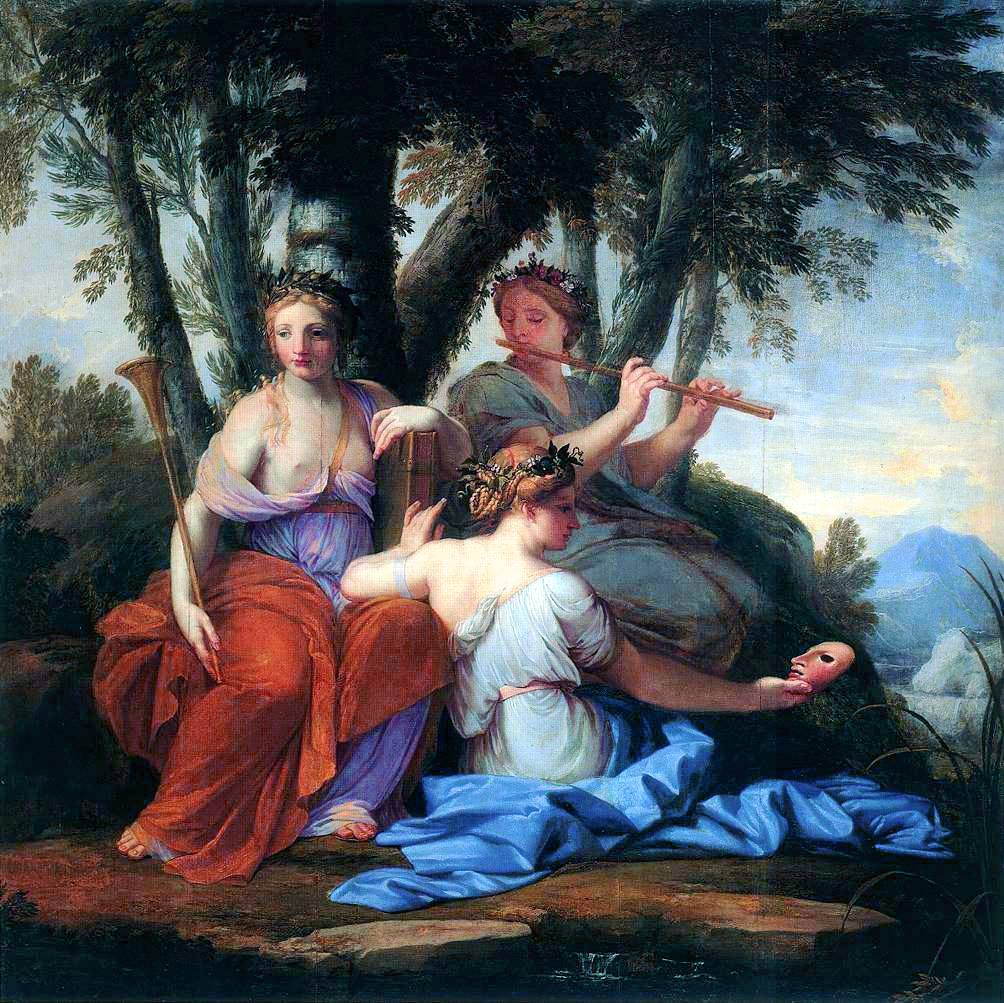
Clio, Euterpe et Thalie, 1652-1655 – Musée du Louvre, Paris.